# Società Sportiva Calcio Femminile Bardolino 2002-2003
Questa voce raccoglie le informazioni riguardanti la Società Sportiva Calcio Femminile Bardolino nelle competizioni ufficiali della stagione 2002-2003.

## Divise e sponsor
La tenuta da gioco è formata da maglia gialla, pantaloncini blu e calzettoni gialli, o in alternativa completamente gialla. Lo sponsor principale è per il quinto anno consecutivo la Poliplast del presidente Cornelio Lorenzini, mecenate del calcio dilettantistico locale.
|  | 1ª divisa |

## Organigramma societario
Area tecnica
- Allenatore: Anna Maria Mega

## Rosa
| N. |                   | Ruolo | Calciatrice          |
| -- | ----------------- | ----- | -------------------- |
|    | Italia (bandiera) | P     | Paola Bianchi        |
|    | Italia (bandiera) | P     | Mimma Fazio          |
|    | Italia (bandiera) | D     | Cristina Cassanelli  |
|    | Italia (bandiera) | D     | Giorgia Motta        |
|    | Italia (bandiera) | C     | Laura Barbierato     |
|    | Italia (bandiera) | C     | Beatrice De Stefano  |
|    | Italia (bandiera) | C     | Antonietta Formisano |
|    | Italia (bandiera) | C     | Michela Greco        |

| N. |                    | Ruolo | Calciatrice            |
| -- | ------------------ | ----- | ---------------------- |
|    | Italia (bandiera)  | C     | Alessandra Magnaguagno |
|    | Italia (bandiera)  | C     | Debora Mascanzoni      |
|    | Italia (bandiera)  | C     | Ilenia Sancassani      |
|    | Italia (bandiera)  | C     | Alessia Tuttino        |
|    | Italia (bandiera)  | A     | Chiara Battistoli      |
|    | Italia (bandiera)  | A     | Valentina Boni         |
|    | Italia (bandiera)  | A     | Maria Ilaria Pasqui    |
|    | Brasile (bandiera) | A     | Zangao                 |

## Calciomercato

### Sessione estiva
| Acquisti | Acquisti        | Acquisti     | Acquisti   |
| R.       | Nome            | da           | Modalità   |
| -------- | --------------- | ------------ | ---------- |
| P        | Mimma Fazio     | Gravina      | svincolata |
| C        | Michela Greco   | Rapid Lugano | svincolata |
| C        | Alessia Tuttino | Rivignano    | prestito   |
| A        | Zangao          |              |            |

| Cessioni | Cessioni | Cessioni | Cessioni |
| R.       | Nome     | a        | Modalità |
| -------- | -------- | -------- | -------- |
|          |          |          |          |

## Risultati

### Serie A

#### Girone di andata
| Calmasino, Bardolino 14 settembre 2002, ore 16:00 CEST 1ª giornata | Bardolino | 2 – 2 | Bergamo R | Stadio comunale Belvedere |

| Arbitro: | Vitulano (Livorno) |

|             |           |                                                   |
| Fuselli 52’ | Marcatori | 14’, 28’ Boni 53’ Motta 78’ Battistoli 86’ Pasqui |

| Calmasino, Bardolino 13 ottobre 2002, ore 15:30 CEST 3ª giornata | Bardolino | 2 – 0 | ACF Milan | Stadio comunale Belvedere |

| Arbitro: | Moi |

|                                |           |                 |
| Parejo 12’, 2t’ Colasuonno 2t’ | Marcatori | 1t’ (rig.) Boni |

| Calmasino, Bardolino 26 ottobre 2002, ore 15:30 CEST 5ª giornata | Bardolino | 3 – 1 | Ludos Palermo | Stadio comunale Belvedere |

| Tavagnacco 2 novembre 2002, ore 14:30 CET 6ª giornata | Letti Cosatto Tavagnacco | 2 – 1 | Bardolino | Stadio comunale |

| 9 novembre 2002, ore 14:30 CEtT 7ª giornata | Valdarno | 0 – 3 | Bardolino |  |

| Calmasino, Bardolino 16 novembre 2002, ore 14:30 CEST 8ª giornata | Bardolino | 1 – 0 | Como 2000 | Stadio comunale Belvedere |

| 23 novembre 2002, ore 15:00 CET 9ª giornata | Torino | 1 – 2 | Bardolino |  |

| Calmasino, Bardolino 30 novembre 2002, ore 15:30 CET 10ª giornata | Bardolino | 1 – 0 referto | Agliana | Stadio comunale Belvedere |
| \| \| \| \| \| 5’ ??? \| Marcatori \| \|                          |           |               |         |                           |
|                                                                   |           |               |         |                           |
| 5’ ???                                                            | Marcatori |               |         |                           |

| Roma 7 dicembre 2002, ore 14:30 CET 11ª giornata | Enterprise Lazio | 3 – 2 | Bardolino |  |

| Calmasino, Bardolino 14 dicembre 2002, ore 14:30 CET 12ª giornata | Bardolino | 1 – 3 | Fiammamonza | Stadio comunale Belvedere |

| 6 gennaio 2003, ore 14:30 CET 13ª giornata | Foroni Verona | 3 – 1 | Bardolino |  |

#### Girone di ritorno
| 11 gennaio 2003, ore 14:30 CET 14ª giornata | Bergamo R | 2 – 4 | Bardolino |  |

| Arbitro: | Rinaldi (Milano) |

|                                                                                  |           |  |
| Boni 1’, 37’ Pasqui 10’, 75’ Formisano 19’ Tuttino 30’ De Stefano 35’ Zangao 67’ | Marcatori |  |

| 25 gennaio 2003, ore 14:30 CET 16ª giornata | ACF Milan | 0 – 2 | Bardolino |  |

| Arbitro: | Vitulano (Livorno) |

|                              |           |            |
| De Stefano 24’, 70’ Boni 41’ | Marcatori | 54’ Parejo |

| Palermo 8 febbraio 2003, ore 14:30 CET 18ª giornata | Ludos Palermo | 2 – 3 | Bardolino |  |

| Calmasino, Bardolino 22 febbraio 2003, ore 14:30 CET 19ª giornata | Bardolino | 3 – 1 | Letti Cosatto Tavagnacco | Stadio comunale Belvedere |

| Calmasino, Bardolino 1º marzo 2003, ore 15:00 CET 20ª giornata | Bardolino | 7 – 1 | Valdarno | Stadio comunale Belvedere |

| 8 marzo 2003, ore 15:00 CET 21ª giornata | Como 2000 | 1 – 6 | Bardolino |  |

| Calmasino, Bardolino 15 marzo 2003, ore 15:00 CET 22ª giornata | Bardolino | 4 – 1 | Torino | Stadio comunale Belvedere |

| Agliana 5 aprile 2003, ore 15:00 CEST 23ª giornata     | Agliana   | 1 – 1 referto | Bardolino | Campo sportivo Barontini - Sussidiario |
| \| \| \| \| \| Fadda 15’ \| Marcatori \| 54’ Pasqui \| |           |               |           |                                        |
|                                                        |           |               |           |                                        |
| Fadda 15’                                              | Marcatori | 54’ Pasqui    |           |                                        |

| Calmasino, Bardolino 26 aprile 2003, ore 16:00 CEST 24ª giornata | Bardolino | 2 – 0 | Enterprise Lazio | Stadio comunale Belvedere |

| Arbitro: | Fontana (Como) |

|  |           |                                    |
|  | Marcatori | 20’ De Stefano 50’ Boni 90’ Zangao |

| Calmasino, Bardolino 10 maggio 2003, ore 16:00 CEST 26ª giornata | Bardolino | 0 – 3 | Foroni Verona | Stadio comunale Belvedere |

### Coppa Italia
| 21 dicembre 2002 Terzo turno | Trento | 1 – 6 | Bardolino |  |

| Tavagnacco 15 febbraio 2003 Ottavi di finale - Andata | Letti Cosatto Tavagnacco | 0 – 2 | Bardolino | Stadio comunale |

| Calmasino, Bardolino 2003 Ottavi di finale - Ritorno | Bardolino | 4 – 0 | Letti Cosatto Tavagnacco | Stadio comunale Belvedere |

| Arbitro: | Ranghetti (Chiari) |

|                                        |           |                                       |
| Novelli 43’, 71’ Tona 57’ Costanzo 69’ | Marcatori | 49’ Pasqui 73’ Zangao 76’ (rig.) Boni |

| Calmasino, Bardolino 1º maggio 2003 Quarti di finale - Ritorno | Bardolino | 1 – 1 | Fiammamonza | Stadio comunale Belvedere |

## Statistiche

### Statistiche di squadra
| Competizione | Punti | In casa | In casa | In casa | In casa | In casa | In casa | In trasferta | In trasferta | In trasferta | In trasferta | In trasferta | In trasferta | Totale | Totale | Totale | Totale | Totale | Totale | DR  |
| Competizione | Punti | G       | V       | N       | P       | Gf      | Gs      | G            | V            | N            | P            | Gf           | Gs           | G      | V      | N      | P      | Gf     | Gs     | DR  |
| ------------ | ----- | ------- | ------- | ------- | ------- | ------- | ------- | ------------ | ------------ | ------------ | ------------ | ------------ | ------------ | ------ | ------ | ------ | ------ | ------ | ------ | --- |
| Serie A      | 56    | 13      | 10      | 1       | 2       | 37      | 13      | 13           | 8            | 1            | 4            | 34           | 19           | 26     | 18     | 2      | 6      | 71     | 32     | +39 |
| Coppa Italia | -     | 2       | 1       | 1       | 0       | 5       | 1       | 3            | 2            | 0            | 1            | 11           | 5            | 5      | 3      | 1      | 1      | 16     | 6      | +10 |
| Totale       | -     | 15      | 11      | 2       | 2       | 42      | 14      | 16           | 10           | 1            | 5            | 45           | 24           | 31     | 21     | 3      | 7      | 87     | 38     | +49 |

### Andamento in campionato
| Giornata  | 1 | 2 | 3 | 4 | 5 | 6 | 7 | 8 | 9 | 10 | 11 | 12 | 13 | 14 | 15 | 16 | 17 | 18 | 19 | 20 | 21 | 22 | 23 | 24 | 25 | 26 |
| --------- | - | - | - | - | - | - | - | - | - | -- | -- | -- | -- | -- | -- | -- | -- | -- | -- | -- | -- | -- | -- | -- | -- | -- |
| Luogo     | C | T | C | T | C | T | T | C | T | C  | T  | C  | T  | T  | C  | T  | C  | T  | C  | C  | T  | C  | T  | C  | T  | C  |
| Risultato | N | V | V | P | V | P | V | V | V | V  | P  | P  | P  | V  | V  | V  | V  | V  | V  | V  | V  | V  | N  | V  | V  | P  |
| Posizione |   |   |   | 5 |   |   |   |   |   |    |    | 5  |    |    |    |    |    |    |    |    |    |    |    | 3  | 3  | 4  |

Legenda:

Luogo: C = Casa; T = Trasferta. Risultato: V = Vittoria; N = Pareggio; P = Sconfitta.

### Statistiche delle giocatrici
| Giocatore      | Serie A  | Serie A | Serie A     | Serie A    | Coppa Italia | Coppa Italia | Coppa Italia | Coppa Italia | Totale   | Totale | Totale      | Totale     |
| Giocatore      | Presenze | Reti    | Ammonizioni | Espulsioni | Presenze     | Reti         | Ammonizioni  | Espulsioni   | Presenze | Reti   | Ammonizioni | Espulsioni |
| -------------- | -------- | ------- | ----------- | ---------- | ------------ | ------------ | ------------ | ------------ | -------- | ------ | ----------- | ---------- |
| L. Barbierato  | ?        | ?       | ?           | ?          | ?            | ?            | ?            | ?            | ?        | ?      | ?           | ?          |
| C. Battistoli  | ?        | ?       | ?           | ?          | ?            | ?            | ?            | ?            | ?        | ?      | ?           | ?          |
| P. Bianchi     | ?        | -?      | ?           | ?          | ?            | ?            | ?            | ?            | ?        | 0+     | ?           | ?          |
| V. Boni        | ?        | 22      | ?           | ?          | ?            | ?            | ?            | ?            | ?        | 22+    | ?           | ?          |
| C. Cassanelli  | ?        | ?       | ?           | ?          | ?            | ?            | ?            | ?            | ?        | ?      | ?           | ?          |
| B. De Stefano  | ?        | ?       | ?           | ?          | ?            | ?            | ?            | ?            | ?        | ?      | ?           | ?          |
| M. Fazio       | ?        | -?      | ?           | ?          | ?            | ?            | ?            | ?            | ?        | 0+     | ?           | ?          |
| A. Formisano   | ?        | ?       | ?           | ?          | ?            | ?            | ?            | ?            | ?        | ?      | ?           | ?          |
| M. Greco       | ?        | ?       | ?           | ?          | ?            | ?            | ?            | ?            | ?        | ?      | ?           | ?          |
| A. Magnaguagno | ?        | ?       | ?           | ?          | ?            | ?            | ?            | ?            | ?        | ?      | ?           | ?          |
| D. Mascanzoni  | ?        | ?       | ?           | ?          | ?            | ?            | ?            | ?            | ?        | ?      | ?           | ?          |
| G. Motta       | ?        | ?       | ?           | ?          | ?            | ?            | ?            | ?            | ?        | ?      | ?           | ?          |
| M. I. Pasqui   | ?        | 23      | ?           | ?          | ?            | ?            | ?            | ?            | ?        | 23+    | ?           | ?          |
| I. Sancassani  | ?        | ?       | ?           | ?          | ?            | ?            | ?            | ?            | ?        | ?      | ?           | ?          |
| A. Tuttino     | ?        | ?       | ?           | ?          | ?            | ?            | ?            | ?            | ?        | ?      | ?           | ?          |
| Zangao         | ?        | ?       | ?           | ?          | ?            | ?            | ?            | ?            | ?        | ?      | ?           | ?          |